# Procesos productivos industriales
Los procesos productivos industriales son la secuencia de actividades requeridas para elaborar un producto. Existen varias vías para producir un producto, ya sea un buen material o un servicio. Los procesos están orientados a optimizar los objetivos de producción (costos, calidad, confiabilidad, flexibilidad). 

## Clasificación de los procesos y características
Se están logrando muy bajos niveles de producción debido a la fabricación de un solo producto; su maquinaria y aditamentos son los más adecuados, cada operación del proceso y el personal puede adquirir altos niveles de eficiencia debido a que su trabajo es repetitivo. Su administración se enfoca en mantener funcionando todas las operaciones de la línea, a través de un mantenimiento preventivo eficaz que disminuya los paros y un sostenimiento de emergencia que minimice el tiempo de reparación, pues el paro de una máquina ocasiona un cuello de botella que afecta a las operaciones posteriores y en algunos casos paraliza las siguientes operaciones audiovisuales. También es muy importante seleccionar y capacitar adecuadamente al personal, que debe poseer el potencial suficiente de acuerdo con la operación para la cual fue asignado.
Se le recomienda un control permanente de producción en cada etapa del proceso para detectar a tiempo problemas que puedan paralizar la línea contemporánea.
Ventajas:
- Altos niveles de eficiencia.
- Necesidad de personal con menores destrezas debido a que hace la misma operación.
- Construcción de indicadores de gestión y optimización de recursos.

Desventajas: 
- Difícil adaptación de la línea para fabricar otros productos.
- Exige bastante cuidado para mantener balanceada la línea de producción.
- Se recomienda su uso cuando se fabricará un solo producto o varios productos con cambios mínimos.

Puede tener flujos laterales que se integran al Flujo Principal.
Estación de Trabajo. 
Proceso lineal o por producto, se caracteriza porque se diseña para producir un determinado bien o servicio; tipo de la maquinaria, así como la cantidad de la misma y su distribución se realiza sobre la base de un producto definido.
Se logran altos niveles de producción debido a que se fabrica un único producto, su maquinaria y aditamentos son los más adecuados, cada operación del proceso y el personal puede adquirir altos niveles de eficiencia, debido a que su trabajo es repetitivo. Su administración se enfoca a mantener funcionando todas las operaciones de la línea a través de un mantenimiento preventivo eficaz que disminuya los paros y un mantenimiento de emergencia que minimice el tiempo de reparación, pues el tener una máquina detenida ocasiona un cuello de botella que afecta a las operaciones posteriores y en algunos casos paraliza las siguientes operaciones.
También es muy importante seleccionar y capacitar adecuadamente al personal, el cual debe poseer la habilidad potencial suficiente de acuerdo a la operación para la que fue asignado.
Se le recomienda un control permanente de producción en cada etapa del proceso, para detectar a tiempo problemas que puedan paralizar la línea.
Ventajas: 
1. Altos niveles de eficiencia.
2. Necesidad de personal con menores destrezas, debido a que hace la misma operación.
3. Mejora del medio ambiente.

Desventajas:
1. Difícil adaptación de la línea para fabricar otros productos.
2. Exige bastante cuidado para mantener balanceada la línea de producción. Se recomienda su uso cuando se fabricará un solo producto o varios productos con cambios mínimos.

Puede tener Flujos Laterales que se integran al Flujo Principal.

## Gestión del Ciclo de Vida de los Activos
Este tipo de fabricación puede llegar a requerir de un sistema que registre el diseño del producto, la planificación, la gestión de los datos y los cambios de ingeniería, para proporcionar a los directivos información fiable y en tiempo real de los productos y proyectos. Los componentes de ingeniería hacen que sea más sencillo especificar, diseñar y configurar los elementos de cada producto. A través de la racionalización de la gestión documental todos los involucrados en el proyecto pueden consultar la última información.

## Objetivos en el análisis de las actividades económicas, sociales y empresariales para un ente empresario económico
Operaciones:
- Eliminar las que son innecesarias.
- Combinar, cambiar la secuencia o simplificar las que son necesarias.

Transporte:
- Eliminar.
- Reducir la distancia.
- Mejorar el método.
- Mejorar el equipo de transporte.
- Mejorar la calidad en general.
- Mejorar la Higiene.
- Mejorar el tipo de personal o herramientas y/o máquinas.

Inspección:
- Eliminar.
- Simplificar (sin perder eficiencia).

Demora:
- Eliminar.
- Reducir (al mínimo necesario).

Bodega:
- Adecuada protección de los materiales o productos contra robos y medio ambiente.
- Adecuada ubicación y clasificación.
- Control de existencias permanente y actualizado.
- Respuesta rápida.

## Posición del Operario
Estos principios de economía de movimientos deben leerse cuidadosamente y buscar su aplicación en las diferentes actividades que se realizan en la empresa.
Una vez familiarizado con su uso, la aplicación de los mismos se vuelve espontánea. Por ejemplo: al observar a un operario hacer una operación, uno puede hacer algunas observaciones rápidas, tales como: 
- Se agacha mucho para tomar el trabajo, podríamos subir las patas del depósito.
- Los materiales están muy lejos y tienen que inclinarse, podemos acercarlos.
- Está tomando una herramienta ubicada al lado derecho con la mano izquierda,  podríamos reubicar la herramienta.
- Está sentado y la mesa le queda muy alta, podríamos subir la silla o bajar la mesa.
- Está utilizando la mano izquierda para sostener la pieza,  podríamos utilizar un dispositivo de fijación.
- Marca la pieza y luego la corta, pero muy lento, podríamos usar una guía que elimine el marcado y acelere el corte.
- La operación requiere precisión y el operario va muy despacio, debido a una pobre iluminación, acerquemos la lámpara o incrementemos la iluminación.
- La mayoría son de aplicación lógica, que muchas veces descuidamos.

## Ejemplo del Método Global
Operación: Cortar una pieza de madera (10 cm.) con sierra circular
Descripción: Tomar la madera del lado izquierdo con la mano izquierda, llevarla a la mesa de corte y colocarla en guía de corte. Sostener con ambas manos y desplazarla para cortar. Corta y caen los 2 pedazos en depósito frontal.
Se tomaron 10 tiempos, desde que inició la operación hasta que la completó.
Tiempos cronometrados: 1.0, 1.2, 1.1, 1.15, 1.1, 1.2, 1.1, 1.1, 1.0, 1.0 (minutos)
( TP )	TIEMPO PROMEDIO =	1.0 + 1.2 + 1.1 + 1.15 + 1.1 + 1.2 + 1.1 + 1.1 + 1.0 + 1.0 / 10 = 10.95 / 10 = 1.095 ˜ 1.1 min.
TN =
TN =	TP x Fv

## Ejemplo del método analítico
Operación: (la misma del método anterior)
DETALLE
1
2
3
4
5
6
7
8
9
10
TP
Fv
TN
1
Tomar la Madera L/I, MI y llevar a la mesa de corte	
0.30
0.28
0.25
0.30
0.27
0.30
0.28
0.28
0.30
0.29
0.29
90%
0.26
2
Colocarla en la guía y sostener para cortar	
0.20
0.21
0.22
0.20
0.22
0.21
0.20
0.20
0.22
0.24
0.21
85%
0.18
3
Cortar pieza de Madera, desplazándola hasta que caen las dos piezas al depósito frontal	
0.55
0.50
0.55
0.50
0.55
0.50
0.50
0.52
0.52
0.50
0.52
100%
0.52
```
	1.02	 	0.96
```

Tiempo normal de la operación = 0.96 min
Aplicando el mismo % de tolerancias 25%
TE : 0.96 + [(25%) (0.96)] = 0.96 + 0.24
TE = 1.20 Min Meta de producción por hora = 50 piezas.
El método analítico es más exacto que el método global, pues permite ir analizando cada una de las partes de la operación. Podemos calificar el comportamiento en cada una de ellas.
El método global es recomendado para estudios de tiempos de urgencia, obteniendo resultados bastante aceptables en un tiempo relativamente corto.